# Andiamo a scuola
Andiamo a scuola (Teachers Are People) è un film del 1952 diretto da Jack Kinney. È un cortometraggio animato della serie Goofy, prodotto dalla Walt Disney Productions, uscito negli Stati Uniti il 27 giugno 1952 e distribuito dalla RKO Radio Pictures.

## Trama
Il figlio di Pippo, qui chiamato George, è costretto ad andare malvolentieri a scuola, dove suo padre è l'insegnante. Dopo aver fatto svuotare le tasche a George dagli ordigni esplosivi in suo possesso, Pippo fa l'appello e quindi tiene la lezione, mentre gli alunni compiono una serie di marachelle. A fine giornata gli alunni se ne vanno, mentre Pippo sistema la classe e riceve un pugno dal padre di un bambino. Infine la scuola esplode per via di una bomba che George aveva portato e Pippo costringe suo figlio a scrivere ripetutamente sulla lavagna, che è rimasta intatta, "io non farò saltare in aria la scuola mai più".

## Distribuzione

### Edizione italiana
Il primo doppiaggio conosciuto del corto risale al 1986 per l'inclusione nella VHS Il mondo di Pippo; in tale doppiaggio il figlio di Pippo è chiamato Lewis. Negli anni '90 il corto fu ridoppiato dalla Royfilm per la trasmissione televisiva e quindi usato tale doppiaggio per tutte le successive occasioni; in questa edizione il figlio di Pippo è chiamato George, come in originale.

### Edizioni home video

#### VHS
- Il mondo di Pippo (ottobre 1986)[1]

#### DVD
Il cortometraggio è incluso nel DVD Walt Disney Treasures: Pippo, la collezione completa.